# 압해 송공산성
압해 송공산성은 전라남도 신안군 압해읍 송공리에 있다. 2000년 1월 31일 신안군의 향토유적 제16호로 지정되었다.

## 개요
압해도에서 제일 높은 산인 송공산 정상에 축조된 산성이다.